# Deutsche Feldhandball-Meisterschaft 1926/27
Die Deutsche Feldhandball-Meisterschaft 1926/27 war die siebente deutsche Feldhandball-Meisterschaft der Männer. Erneut gab es mit den Meisterschaften der Deutschen Sportbehörde für Leichtathletik (DSB), der Deutschen Turnerschaft (DT) und, erstmals seit 1924, des DJK-Sportverbandes (DJK) verschiedene Sportverbände, die einen Deutschen Feldhandballmeister ermittelten. Der Arbeiter-Turn- und Sportbund (ATSB) trug seine Meisterschaften zukünftig nur noch alle zwei Jahre aus und setzte daher diese Saison aus. 
Die Meisterschaft der DSB sicherte sich erneut zum nun sechsten Mal der Polizei SV Berlin nach einem 8:3-Erfolg im Finale über den Polizei SV Hannover. Bei der Feldhandballmeisterschaft der Deutschen Turnerschaft konnte der Polizei TSV Rastatt seinen Titel verteidigen. Die Meisterschaft des DJK sicherte sich der DJK Bergfried Gräfrath. Ein Gesamtdeutschen Endspiel zwischen den Siegern der einzelnen Verbände fand nicht statt.

## Meisterschaft der DSB

### Modus DSB
Erneut wurden die Teilnehmer in den sieben von den Regionalverbänden ausgespielten Regionalmeisterschaften ermittelt. Die regionalen Meister waren für die Endrunde um die Deutsche Feldhandballmeisterschaft qualifiziert, welche im K.-o.-System ausgetragen wurden.
Folgende Vereine qualifizierten sich für die diesjährige Feldhandballmeisterschaft des DSL:
| Verein               | Qualifiziert als                 |
| -------------------- | -------------------------------- |
| SV Schupo Danzig     | Baltischer Meister (BRWV)        |
| Polizei SV Hannover  | Norddeutscher Meister (NSV)      |
| Polizei SV Remscheid | Westdeutscher Meister (WSV)      |
| Polizei SV Berlin    | Brandenburgischer Meister (VBAV) |
| Polizei SV Halle     | Mitteldeutscher Meister (VMBV)   |
| Polizei SV Oppeln    | Südostdeutscher Meister (SOLV)   |
| SV Darmstadt 98      | Süddeutscher Meister (SVL)       |

### DSB-Vorrunde
| Datum                              |                      | Ergebnis | !Ort                           |
| ---------------------------------- | -------------------- | -------- | ------------------------------ |
| 24. April 1927                     | Polizei SV Berlin    | 10:10    | SV Schupo Danzig \|\|Berlin    |
| 24. April 1927                     | Polizei SV Halle     | 04:10    | Polizei SV Oppeln \|\|Halle    |
| 24. April 1927                     | Polizei SV Remscheid | 00:60    | Polizei SV Hannover \|\|Barmen |
| SV Darmstadt 98 hatte ein Freilos. |                      |          |                                |

### DSB-Halbfinale
| Datum       |                     | Ergebnis | !Ort                            |
| ----------- | ------------------- | -------- | ------------------------------- |
| 6. Mai 1928 | SV Darmstadt 98     | 06:10    | Polizei SV Berlin \|\|Darmstadt |
| 6. Mai 1928 | Polizei SV Hannover | 04:20    | Polizei SV Halle \|\|Hannover   |

### DSB-Finale
| Polizei SV Berlin                                                                                     | Polizei SV Berlin                                                                                                   | Polizei SV Hannover                                                                                                 | Polizei SV Hannover  |
| | 29. Mai 1927 in Berlin (SCC-Platz Witzleben) Ergebnis: 8:3 (4:3) Zuschauer: 6.000 Schiedsrichter: Pöthmann (Barmen) | 29. Mai 1927 in Berlin (SCC-Platz Witzleben) Ergebnis: 8:3 (4:3) Zuschauer: 6.000 Schiedsrichter: Pöthmann (Barmen) | Flagge nicht bekannt |
| Texheimer – Gerloff, Bergemann, Köbke, Axmann, Adebahr, Samorski, Bräuer, Kerber II, Wolff, Burkowski | Bockmühl – Wachsmuth, Langrehr, Schulz, Wichmann, Winterfeld, Pfotenhauer, Möhle, Ernst, Albes, Olböter             | | Flagge nicht bekannt |
| 1:0 Bräuer 2:0 Wolff 3:0 Bräuer 4:1 Wolff 5:3 Wolff 6:3 Wolff 7:3 Wolff 8:3 Kerber                    | 3:1 Ernst 4:2 Möhle 4:3 Albes                                                                                       | | Flagge nicht bekannt |

## Meisterschaft der Deutschen Turnerschaft

### Modus DT
Die Qualifikation zu Deutschen Feldhandballmeisterschaft der Deutschen Turnerschaft erfolgte über regionale Kreisgruppen. Folgende Vereine qualifizierten sich für die diesjährige Feldhandballmeisterschaft der DT:
| Verein                | Qualifiziert als |
| --------------------- | --- |
| Königsberger MTV 1842 | Sieger DT-Kreis I (Ostpreußen und Danzig)                                                                                    |
| TV Chemnitz-Gablenz   | Sieger Kreisgruppenfinale DT-Kreis II (Schlesien) und DT-Kreis XIV (Freistaat Sachsen)                                       |
| TSV Spandau 1860      | Sieger Kreisgruppenfinale DT-Kreis IIIa (Pommern), DT-Kreis IIIb (Brandenburg) und DT-Kreis IV (Norden)                      |
| ATG Gera              | Sieger Kreisgruppenfinale DT-Kreis IIIc (Provinz Sachsen und Anhalt), DT-Kreis VII (Oberweser) und DT-Kreis XIII (Thüringen) |
| TK Hannover           | Sieger Kreisgruppenfinale DT-Kreis V (Unterweser-Ems) und DT-Kreis VI (Hannover-Braunschweig)                                |
| TV 1890 Stoppenberg   | Sieger Kreisgruppenfinale DT-Kreis VIIIa (Westfalen), DT-Kreis VIIIb (Rheinland) und DT-Kreis IX (Mittelrhein)               |
| Polizei TSV Rastatt   | Sieger Kreisgruppenfinale DT-Kreis X (Baden) und DT-Kreis XII (nur Pfalz)                                                    |
| Eßlinger TSV 1845     | Sieger Kreisgruppenfinale DT-Kreis XI (Schwaben) und DT-Kreis XII (Bayern, ohne Pfalz)                                       |

### DT-Vorrunde
| Datum        |                       | Ergebnis | !Ort                               |
| ------------ | --------------------- | -------- | ---------------------------------- |
| 15. Mai 1927 | Polizei TSV Rastatt   | 07:40    | Eßlinger TSV 1845 \|\|Mannheim     |
| 15. Mai 1927 | TK Hannover           | 08:30    | TV 1890 Stoppenberg \|\|Hannover   |
| 15. Mai 1927 | Königsberger MTV 1842 | 05:80    | TV Chemnitz-Gablenz \|\|Königsberg |
| 15. Mai 1927 | ATG Gera              | 08:60    | TSV Spandau 1860 \|\|Gera          |

### DT-Halbfinale
| Datum        |                     | Ergebnis | !Ort                             |
| ------------ | ------------------- | -------- | -------------------------------- |
| 29. Mai 1927 | TK Hannover         | 03:50    | Polizei TSV Rastatt \|\|Hannover |
| 29. Mai 1927 | TV Chemnitz-Gablenz | 05:20    | ATG Gera \|\|Chemnitz            |

### DT-Finale
| Polizei TSV Rastatt  | Polizei TSV Rastatt | TV Chemnitz-Gablenz | TV Chemnitz-Gablenz  |
| Flagge nicht bekannt | 12. Juni 1927 in Dresden (Dresdener Kampfbahn) Ergebnis: 8:5 (6:2) Zuschauer: 10.000 Schiedsrichter: Loszinski (Berlin) | 12. Juni 1927 in Dresden (Dresdener Kampfbahn) Ergebnis: 8:5 (6:2) Zuschauer: 10.000 Schiedsrichter: Loszinski (Berlin) | Flagge nicht bekannt |
| Flagge nicht bekannt | Hilker – Blank/Kaiser, Metzger, Pfefferle/Dietz, Walschburger, Mees, Dieterich, Ludwig, Herb, Schwandner, Sink          | Eilenberger – Holzweißig, Krätzer, Siebdraht, Hofmann, Merboth, Kadziela, Ziegler, Kerbe, Hillig, Schmidt               | Flagge nicht bekannt |
| Flagge nicht bekannt | 1:0 Schwandner 2:0 Ludwig 3:0 Ludwig 4:1 Schwandner 5:2 n. b. 6:2 n. b. 7:2 Ludwig 8:3 Herb                             | 3:1 Hillig 4:2 Hillig 7:3 Hillig 8:4 Kadziela 8:5 Hillig                                                                | Flagge nicht bekannt |

## Meisterschaft der DJK
Die Meisterschaft wurde auf dem 2. Reichstreffen der DJK, welches vom 5. August 1927 bis 8. August 1927 in Köln stattfand, ausgespielt.
Halbfinale
|                        | Ergebnis | !Ort                               |
| ---------------------- | -------- | ---------------------------------- |
| DJK Bergfried Gräfrath | 08:20    | DJK KKV Columbus Mannheim \|\|Köln |
| DJK Berlin-Neukölln    | 05:20    | DJK Schwalbach \|\|Köln            |

Finale
|                        | Ergebnis | !Ort                         |
| ---------------------- | -------- | ---------------------------- |
| DJK Bergfried Gräfrath | 05:40    | DJK Berlin-Neukölln \|\|Köln |